# 名古屋市電大曽根線
大曽根線（おおぞねせん）は、かつて愛知県名古屋市に存在した名古屋市電の路線（路面電車）の一つである。同市北区にあった大曽根停留場と東大曽根停留場を結んだ。
名古屋市電気局（1945年以降交通局）により1942年（昭和17年）に開業。1965年（昭和40年）に廃止された。

## 路線概況
全長は0.664キロメートル（1962年3月末時点）。東大曽根側終端の折返し線を除いて複線で、全線が道路上に敷設された併用軌道であった。ただし統計では全線複線とある。
起点の大曽根停留場の次が終点東大曽根停留場という、途中の停留場のない路線である。大曽根停留場は、国道19号と市道が形成する五叉路の大曽根交差点に位置した。この交差点は市電の三叉路でもあり、南方へ伸びる市道を進む高岳線、北方へ伸びる市道を進む御成通線と、国道19号（途中から愛知県道15号名古屋多治見線）を北東へ進むこの大曽根線の3路線が集まっていた。なお、大曽根線と直通できたのは高岳線のみで、大曽根線と御成通線は直通できない配線であった。
終点東大曽根停留場は、愛知県道15号と市道名古屋環状線が交差する東大曽根交差点の南西側に存在した。交差点の南東角には名古屋鉄道（名鉄）瀬戸線の大曽根駅があり、そのさらに南方には国鉄（現・JR東海）中央本線の大曽根駅が立地している。現在地下には名古屋市営地下鉄名城線の大曽根駅もあるが、開業は大曽根線廃止後の1971年（昭和46年）である。また、名鉄線・国鉄線を挟んで東側には市電循環北線の起点・矢田町四丁目停留場が設置されていた。中央本線の低い高架が障害となったことから、近接しながらも循環北線とは線路が繋がっていなかった。

## 歴史

### 部分開業
明治後期より名古屋市内で敷設が進んでいた市内電車は、1915年（大正4年）に大曽根まで到達した（高岳線）。当時の地図によると、終点大曽根停留場は名古屋市域からわずかに外れた西春日井郡六郷村大字大曽根（後の東大曽根町）に位置した。この六郷村は元々農村であったが、明治末期に中央本線大曽根駅や瀬戸電気鉄道（現・名鉄瀬戸線）の駅が開設されて交通の要所となると東大曽根が商業地として発展していく。1921年（大正10年）、六郷村が名古屋市に編入されて東大曽根やその東方の矢田・大幸などの地域も名古屋市内となった。
名古屋市では、1920年代に入ると都市計画に基いた道路計画の策定や新市域での区画整理の進行、人口の増加などを背景として市電路線網の拡張を計画し、全長約58キロメートル・総工費2814万円に及ぶ新路線の建設計画を立てた。1928年（昭和3年）3月31日には計20路線について軌道敷設の特許を得ている。大曽根線はこの時に特許を得た路線の一つで、東大曽根町字神戸から字野中までの52チェーン（1.0461キロメートル）の路線であった。しかしこの「第2期建設改良工事」と称する拡張計画は不況と資金調達難から1930年度（昭和5年度）に打ち切られ、大曽根線を含む約53キロメートルは未開業路線となった。
その後、道路拡張に伴う大曽根停留場付近の工事により、1939年（昭和14年）5月15日付で終点が北へ53.64メートル延長された。この区間は既設高岳線ではなく大曽根線の一部新設という扱いになっており、一部ではあるが大曽根線が開業をみた。

### 東大曽根までの開業
中央本線大曽根駅東側の地域では、1924年（大正13年）矢田町に三菱電機名古屋製作所が進出。1937年（昭和12年）には大幸町に航空用エンジン専門工場の三菱重工業名古屋発動機製作所が発足した。後者は最盛期の1944年（昭和19年）には戦後も工場が残った現在のナゴヤドーム周辺から矢田川沿いの砂田橋方面にまたがる98万平方メートルの敷地を擁し、4万人余りの工員が働いていた。
1937年の日中戦争勃発後、市電による軍需工場への工員通勤輸送が増加すると、大曽根停留場の利用も急増して1940年10月の調査では1日の乗降客数が2万8000人（市電全停留場中第6位）にのぼった。1941年（昭和16年）12月に太平洋戦争が勃発すると工員輸送もさらに増加したことから、市では戦時輸送体制を強化し、戦時中という制約の下で輸送力増強に邁進していく。大曽根周辺でも新線建設が進められ、まず1942年（昭和17年）6月25日、大曽根線全長0.664キロメートルが大曽根停留場から東大曽根停留場まで開業した。翌1943年（昭和18年）5月には東大曽根停留場から矢田町経由で昭和区桜山町へ至る市営トロリーバス（1951年廃止）も開業している。

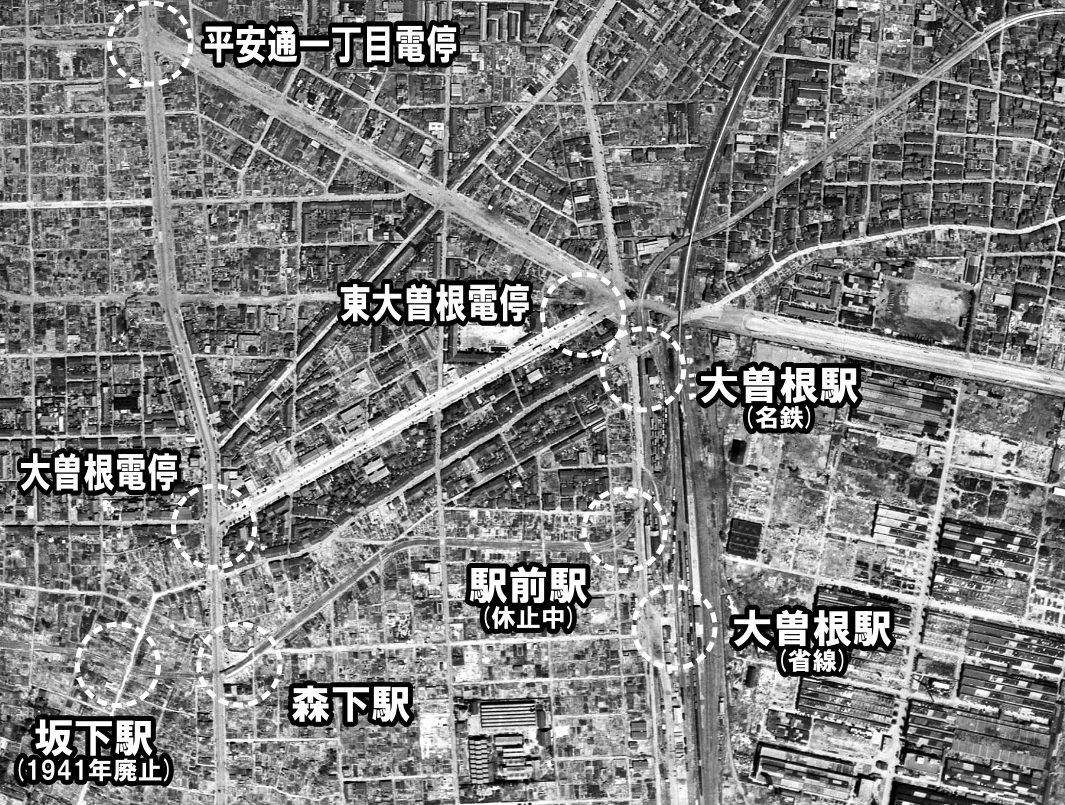
1946年当時の市電大曽根線周辺 帰属：国土交通省「国土画像情報（カラー空中写真）」配布元：国土地理院地図・空中写真閲覧サービス

戦時下の1943年12月時点では、東大曽根停留場には市内各地へ計5系統（トロリーバスを除く）が設定されていた。しかし戦後になると大曽根と上飯田を結ぶ市電御成通線が主体となっており、1950年（昭和25年）12月改正時点では上飯田（御成通線）発着の系統3に対し東大曽根（大曽根線）発着の系統は名古屋駅前とを結ぶ系統のみへと縮小されている。
なお、未開業区間0.4キロメートルの特許は戦後1956年（昭和31年）10月4日付で起業廃止が許可されて失効した。

### 廃止
名古屋市電は1950年代末に路線網・輸送人員ともに最盛期を迎えたが、1961年（昭和36年）には市営地下鉄の建設と引き替えに1985年（昭和60年）までにおおむね撤去するという方針が国の都市交通審議会で示された。その上、事業の大幅な赤字化や市営バスの急速な拡大、自動車の普及による交通事情の変化など市電を取り巻く環境が変化したことから、1965年（昭和40年）3月、市交通局は地下鉄建設推進・バスの拡充とその一方での市電の段階的廃止を盛り込んだ「名古屋市交通事業の5カ年計画」を発表した。
「5か年計画」では1969年度までの5年間で廃止すべきとして7線区計23.3キロメートルが取り上げられており、大曽根線はその筆頭、1965年度に廃止すべき路線とされた。廃止の理由は、乗客が1日あたり3千人と少なくバスで十分に輸送可能であるためとされている。また幹線道路が交差し名鉄瀬戸線の踏切があった（当時は高架化されていない）東大曽根交差点の交通渋滞も廃止の要因とされる。計画に従い、大曽根 - 東大曽根間0.61キロメートルは1965年10月1日付で廃止された。
なお大曽根 - 東大曽根間廃止後も、統計上大曽根線は0.054キロメートルの路線として残存している。ただし6年後の廃止後の1971年（昭和46年）2月に高岳線や御成通線を含む菊井町（西区） - 上飯田間6.8キロメートルも廃線となった。市電廃止後の1971年12月になり、市役所駅（現・名古屋城駅）から黒川駅・平安通駅経由で大曽根駅まで地下鉄名城線が延伸されている。

## 停留場
路線の開通時から廃止時まで、設置されていた停留場は大曽根（おおぞね）と東大曽根（ひがしおおぞね）の2か所のみである。停留場名の変更も開業から廃止まで一切行われていない。
市電廃止後、地下鉄名城線の大曽根延伸にあわせて市営バスの停留所名が変更されており、大曽根線関係では大曽根バス停が「西大曽根」、東大曽根町バス停が「大曽根」と称している。

## 接続路線
- 大曽根停留場：
  - 高岳線（1942年 - 1965年）
  - 御成通線（1944年 - 1965年）
- 東大曽根停留場：
  - 市営トロリーバス（1943年 - 1951年）
  - 市電循環北線（矢田町四丁目停留場、1953年 - 1965年）
  - 名鉄瀬戸線（大曽根駅、1943年 - 1965年）
  - 国鉄中央本線（大曽根駅、1943年 - 1965年）

## 運転系統

1961年4月時点において清水口・平田町－赤塚－大曽根－東大曽根・上飯田間で運転されていた6つの運転系統を示した系統路線図

1952年（昭和27年）3月において大曽根線で運行されていた運転系統は以下の通り。
- 12号系統：経路＝東大曽根 - 大曽根 - 赤塚 - 清水口 - 東片端 - 大津橋 - 菊井町 - 名古屋駅前

1961年（昭和36年）4月時点でも大曽根線で運行されていた運転系統は上記の12号系統のみであった。1965年10月の大曽根線廃線とともに同系統も廃止された。

## 利用動向
1959年（昭和34年）6月11日木曜日に実施された市電全線の利用動向調査によると、東大曽根停留場における乗車人員は1,592人、降車人員は1,366人であった。また大曽根停留場における東大曽根行き乗車人員は295人、東大曽根発の降車人員は353人であった。